# Robert Moog
Robert A. Moog (znany również jako Bob Moog, ur. 23 maja 1934 w Nowym Jorku, zm. 21 sierpnia 2005 w Asheville) – konstruktor pierwszego syntezatora Mooga, pionier muzyki elektronicznej.
W 1953 zdobył stopień licencjacki z fizyki w Queens College (siedziba w Nowym Jorku). W 1957 kolejny z inżynierii elektrycznej w Uniwersytecie Columbia i w końcu doktorat z fizyki inżynierskiej w Uniwersytecie Cornella.
Na początku lat 70. XX wieku Moog stracił kontrolę nad swoim przedsiębiorstwem. Po serii sądowych batalii w 2002 odzyskał prawo do używania swojego logo na produkowanych przez siebie instrumentach.
W 1970 otrzymał nagrodę Grammy Trustees Award za całokształt osiągnięć.
Zmarł na nowotwór mózgu w wieku 71 lat. Po jego śmierci została stworzona Fundacja Roberta Mooga w celu kontynuowania dzieła mistrza, czyli rozwijania szeroko pojętej muzyki elektronicznej.

## Rozwój syntezatorów Mooga
Syntezatory Mooga były jednymi z pierwszych szeroko stosowanych muzycznych instrumentów elektronicznych.
Moog jako pierwszy skonstruował w 1963 nowoczesny i w pełni konfigurowalny syntezator analogowy i zaprezentował go w 1964 na zjeździe Audio Engineering Society (AES).
Pierwsze urządzenia były syntezatorami modularnymi o dużej kubaturze, dlatego w 1971 pojawił się w sprzedaży Minimoog Model D, który był przenośnym instrumentem zawierającym wszystkie ważniejsze moduły z wcześniejszych modeli. Do dzisiaj jest to najpopularniejszy syntezator Mooga.
W 2004 roku zaprezentowano ostatni model – Minimoog Voyager.

## Galeria

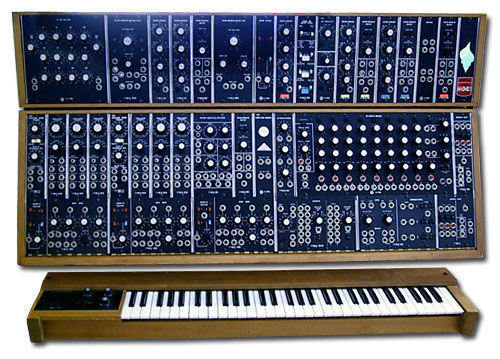
Moog System 55.

## Filmografia
- „Moog” (2004, film dokumentalny, reżyseria: Hans Fjellestad)[2]